# Busa
Busa es una entidad de población española del municipio de Navés, perteneciente a la provincia de Lérida, en la comunidad autónoma de Cataluña. 

## Historia
El lugar tuvo ayuntamiento propio. El municipio de Busa desapareció en el siglo XIX, al incorporarse al de Castelló y Busa. Hacia mediados del siglo XIX, el lugar era referido como una de las parroquias en que estaba dividido Castelló y Busa. Aparece descrito en el cuarto volumen del Diccionario geográfico-estadístico-histórico de España y sus posesiones de Ultramar de Pascual Madoz con las siguientes palabras:

BUSA: parr. que forma ayunt. con Castelló en la prov. de Lérida, part. jud. y dióc. de Solsona (4 leg.), aud. terr. y c. g. de Cataluña (Barcelona 18 1/2), adm. de rent. de Cervera (4). sit. en la esplanada que se forma sobre la cumbre del monte de su nombre, rodeada por todos lados de peñascos y precipicio de mas de 300 varas de elevacion que le dan la forma de una isla: le combaten todos los vientos, pero principalmente el N.; el clima frio y saludable produce catarrales. Tiene 7 casas, y la igl. parr. (San Cristóbal) la sirve un cura llamado rector de nombramiento ordinario en concurso general; en la llanura del monte se hallan 2 fuentes de buenas y abundantes aguas, de las cuales se surten los vec. para sus usos domésticos. El monte, como hemos dicho, lleva el nombre de esta pobl., y cuya sit. topográfica se ha descrito al principio de este art., fué fortificado en el año 1810 por órden del general Lacy, estableciendo en él desde luego el colegio general de cadetes, y la escuela de cornetas y tambores. Para habitacion de unos y otros mandó construir sobre mil tiendas ó especie de casitas á la inglesa, en las cuales se alojaron tambien á los oficiales: en el dia se hallan completamente arruinadas, asi como las obras de fortificacion. A igual altura que Busa, y casi á su nivel, se halla otro monte notable enteramente aislado, que consta de unas 600 varas cuadradas de superficie, y no tiene otra entrada que la que le proporciona un puente de madera que pasa de uno á otro monte: este forma una isleta que se denomina Capolatell, la cual está rodeada por todas direcciones de un precipicio de roca escarpada de la misma profundidad que la mencionada en el monte anteriormente descrito. En ella por falta de otras plazas fuertes de las que se habian apoderado los enemigos, valiéndose de la mas inicua perfidia y traicion, se custodió un depósito de prisioneros casi durante todo el resto de la guerra de la Independencia. Es muy memorable este sitio por muchos conceptos, y como uno de los hechos mas notables que presenta el de haberse señalado el primero, despues de Cádiz, en la promulgacion de la Constitucion de 1812, á cuya solemnidad asitió un inmenso gentio de todo el pais y 8,000 hombre de tropas. Hay 2 solos caminos que conducen á este punto, el uno al E., y otro al O., dist. entre sí 3/4 de hora. prod. en la llanura que forma el monte, se coge bastante trigo, legumbres, avena, escaña, y sobre todo patatas: cria ganado lanar, vacuno, cabrio y de cerda, siendo preferido el primero. ind.: esportacion un poco de trigo y patatas, é importacion de telas y ropas de vestir. pobl. riqueza y contr. Castelló. (V.)
(Madoz, 1846, p. 670)

El municipio de Castelló y Busa acabó integrado en el de Navés de cara al censo de 1857. En 2023, la entidad singular de población de Busa, ya perteneciente a Navés, tenía empadronados 9 habitantes.